# KH 15D
KH 15D (V582 Mon) — двойная звезда в созвездии Единорога, удалённая от нас на 2400 световых лет. Принадлежит рассеянному звёздному скоплению Снежинки.

## Характеристики

Период изменения блеска KH 15D составляет 48 суток

Система была открыта Кристиной Кернс и Уильямом Хёрбстом (англ. Kristin E. Kearns, William Herbst) в 1998 году. Спектральный класс одной из звёзд астрономами определяется как К7, то есть она имеет оранжевый цвет и по массе близка к нашему Солнцу. Система имеет протопланетный диск.

## Протопланетный диск
KH 15D периодически меняет свою яркость (каждые 48.35 суток), поскольку протопланетный диск, окружающий звёзды, находится ребром по отношению к нам. Свет, отражаемый частицами пыли диска, позволил астрономам вычислить величину этих частиц. Она оказалась крайне мала — около миллиметра в диаметре. Это первый случай, когда размер частиц был определён по отражённому свету. Возраст диска учёные определяют в 3 миллиона лет. Расстояние диска от общего центра масс двойной звезды составляет приблизительно 0,07 а. е. Система KH 15D довольно молодая, поэтому результаты наблюдений помогут в изучении формирования планет и, в частности, нашей Солнечной системы.